# Tritenii de Jos
Tritenii de Jos est une commune de Transylvanie, en Roumanie, dans le județ de Cluj. Elle est composée des villages Tritenii de Jos, Clapa, Colonia, Pădurenii, Tritenii de Sus et Tritenii-Hotar.

## Personnalité(s) liée(s)
- Gheorghe Mureșan, basketteur